# Giambattista Valli
Giambattista Valli, född 27 juni 1966 i Rom, är en italiensk modeskapare inom haute couture och prêt-à-porter. 

## Biografi
Valli studerade vid Central Saint Martins College of Art and Design i London under slutet av 1980-talet. År 1990 erbjöds han att designa åt modehuset Fendi. Valli flyttade 1997 till Paris där han efter några år lanserade sin egen kollektion. År 2005 grundade Valli sitt eget modehus och fem år senare öppnade den första butiken vid Rue Boissy d'Anglas i Paris åttonde arrondissement.
Vallis kreationer har burits av bland andra Halle Berry, Brooke Shields, Penélope Cruz, Julianne Moore, Ariana Grande, Kendall Jenner, Rania av Jordanien och Clotilde Courau.

## Bildgalleri

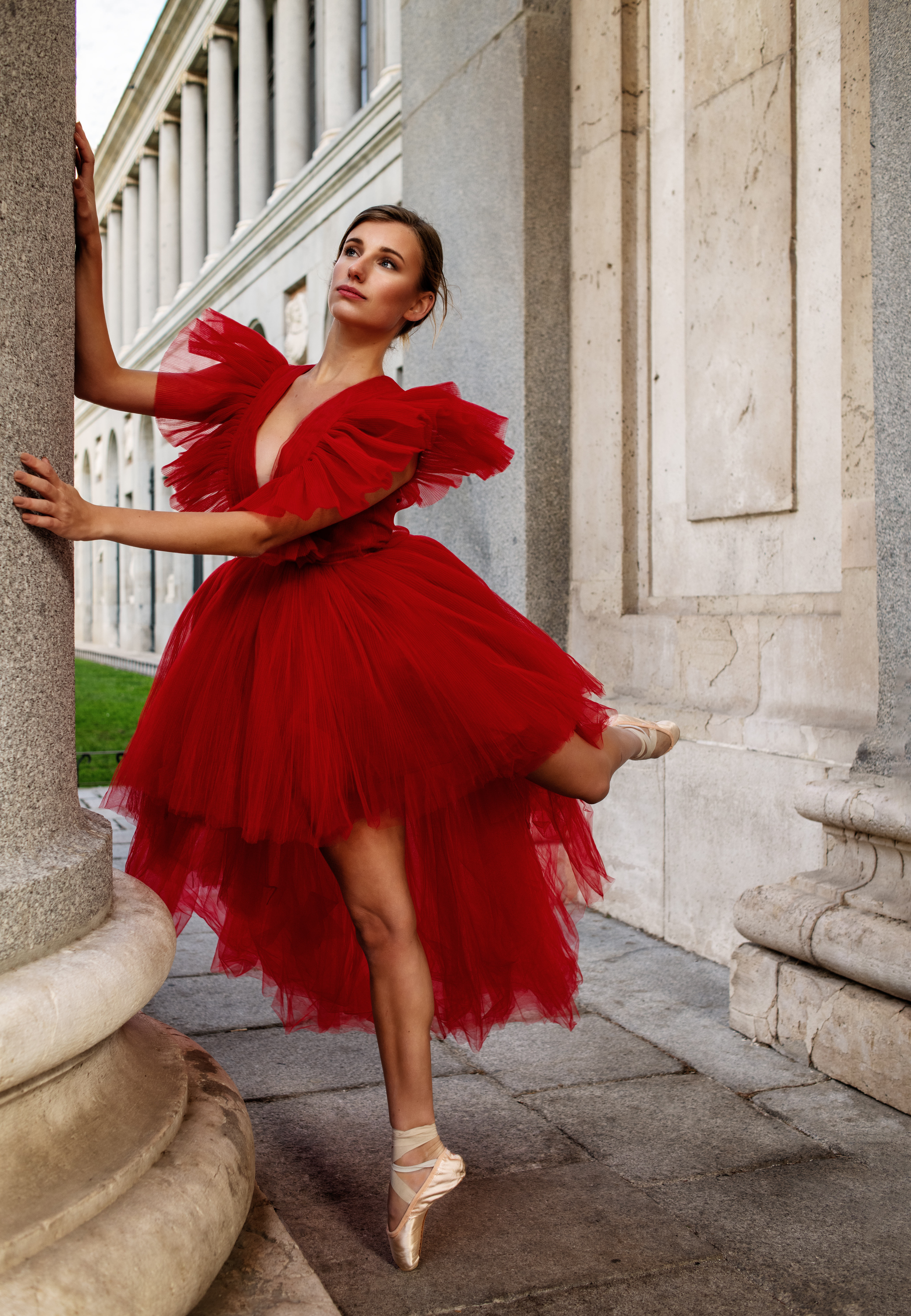
Klänning designad av Giambattista Valli.